# Llano Grande, La Concordia
Llano Grande är en ort i Mexiko.   Den ligger i kommunen La Concordia och delstaten Chiapas, i den sydöstra delen av landet, 800 km sydost om huvudstaden Mexico City. Llano Grande ligger 632 meter över havet och antalet invånare är 186.
Terrängen runt Llano Grande är kuperad norrut, men söderut är den platt. Terrängen runt Llano Grande sluttar söderut.  Trakten runt Llano Grande är nära nog obefolkad, med mindre än två invånare per kvadratkilometer. Närmaste större samhälle är Emiliano Zapata, 11,8 km öster om Llano Grande. 